# Шамарпа
Шамарпа (буквално, „Човекът (т.е. Държателят) на червената корона“), известен също така като Шамар Ринпоче или по-официално Кунциг Шамар Ринпоче е държател на линията на приемственост Карма Кагю на Тибетския Будизъм и еманация на ума на Буда Амитабха. Традиционно той се свързва с манастира Янгпачен близо до Лхаса.
Първият Шамарпа, Кхедруб Дракпа Сенге (1283 – 1349), е главен ученик на третия Кармапа, Рангджунг Дордже. Рангджунг Дордже дал на ученика си рубинено червена корона и титлата Шамарпа, установявайки по този начин втората линия на съзнателно прераждащи се лами на Тибетския Будизъм след линията на Кармапите. Това е в потвърждение на предсказанието на втория Кармапа Карма Пакши, който казва „в бъдеще Кармапите ще еманират в две форми“. Когато четвъртият Кармапа Рьолпе Дордже връща обратно короната на втория Шамарпа, той си припомня предсказанието на Карма Пакши като казва: „Ти си едната еманация, а аз съм другата. Следователно отговорността за непрекъснатостта на ученията на линията Кагю лежи на теб по същия начин, както лежи и на мен.“ Особено в по-ранните текстове на Кагю Шамарпа често е наричан „Кармапа с Червената Корона“.

## Линията на Шамарпите
1. Шамар Кхедруб Дракпа Сенге (1284 – 1349)
2. Шамар Качьо Уангпо (1350 – 1405)
3. Шамар Чьопел Йеше (1406 – 1452)
4. Шамар Чьокий Дракпа Йеше Пал Зангпо (1453 – 1526)
5. Шамар Кьончок Йенлак (1526 – 1583)
6. Шамар Мипам Чьокий Вангчук (1584 – 1629)
7. Шамар Йеше Нийнпо (1631 – 1694)
8. Шамар Палчен Чьокий Дьондруб (1695 – 1732)
9. Шамар Кьончог Геуай Юнгнай (1733 – 1741)
10. Шамар Мипам Чьодруб Гямцо (1742 – 1793)
11. Неизвестен, навярно принуден да се крие от Тибетското правителство. Според аналите на Шамарпите той е бил лекар някъде в Северен Тибет[2].
12. Шамар Тугсей Джамянг (1895 – 1947)
13. Шамар Тинлей Кунчаб (1948 – 1950)
14. Шамар Мипам Чьокий Лодро (1952 – 2014)

## Четиринадесетият Шамарпа
виж осн. статия Шамар Мипам Чьокий Лодро
Четиринадесетият (14-и) Шамарпа е Мифам Чьокий Лодро, роден в Дерге, Тибет в 1952. На четири годишна възраст той е разпознат от своя чичо 16-ия Кармапа и остава със своя учител до неговата смърт през 1981. Шамарпа получава от Кармапа пълния цикъл на ученията на Кагю.
След смъртта на 16-ия Кармапа, Шамарпа разпознава Тринли Тайе Дордже за 17-и Кармапа в 1994.
Четиринадесетият Шамар Ринпоче почива в Германия на 11 юни 2014 от внезапен сърдечен удар.